# بلال الحسن
بلال محمد سعيد الحسن (1939 - 8 أغسطس 2024)، هو كاتب صحافي ومفكر فلسطيني مستقل عاش في دمشق. عضو اللجنة التنفيذية لمنظمة التحرير الفلسطينية الأسبق، وعضو المجلس الوطني الفلسطيني. كان ناشطاً في اللجان والمؤتمرات المتعلقة بحق العودة.

## حياته
وُلد بلال محمد سعيد الحسن في قرية إجزم في قضاء حيفا عام 1939، وهجر مع عائلته إلى لبنان إثر النكبة الفلسطينية، ينحدر من عائلة فلسطينية عريقة فهو شقيق خالد الحسن منظر الثورة الفلسطينية الذي ترأس الدائرة السياسية لمنظمة التحرير الفلسطينية والذي عرف بعلاقته الخاصة مع قادة في الخليج ومع الملك الحسن الثاني، وهو أيضا شقيق الراحلين هاني الحسن وعلي الحسن، وهما أيضا من الشخصيات الفلسطينية المعروفة. كما أنه عم سعيد الحسن، منسق المؤتمر العام لنصرة القدس. عاش متنقلاً في الشتات بين عواصم عديدة، منها بيروت، ودمشق، وتونس، والرباط. عرف بانتقاده لاتفاق أوسلو، واهتم بالدفاع عن حق العودة للفلسطنيين، يُعتبر الحسن من جيل الصحفيين الذين أسسوا الصحافة العربية الحديثة، وكتب مئات المقالات حول القضية الفلسطينية وحول قضايا عربية مختلفة.

## إسهاماته
شغل مناصب متعددة في مجال الصحافة وله إسهامات بارزة في تطوير الصحافة العربية وجعلها منصة للتفكير النقدي والتعبير السياسي، بدأ مسيرته بالكتابة في مجلة "الحرية" التي كانت تصدرها حركة القوميين العرب من بيروت، وكان من كتّابها الروائي غسان كنفاني. ثم عمل على تأسيس جريدة "السفير" اللبنانية سنة 1974، وهي واحدة من أهم الصحف في العالم العربي.
بعد الاجتياح الإسرائيلي للبنان سنة 1982، اضطر لمغادرة بيروت والاستقرار في دمشق، حيث ازدادت نشاطاته الصحافية والسياسية بشكل كبير. انتقل الحسن إلى تونس ليشرف على تأسيس صحيفة "اليوم السابع"، وهي مجلة فلسطينية دعمت من قبل ياسر عرفات، وقد عرفت هذه الصحيفة بمشاركة نخبة من الكتّاب والأدباء والمفكرين العرب، مثل جوزيف سماحة، محمود درويش، إميل حبيبي، سميح القاسم، وغيرهم، وكان بلال الحسن رئيسًا لتحريرها. بعد توقف صحيفة "اليوم السابع" سنة 1991، انتقل الحسن للعمل في صحيفة "الحياة" التي تصدر من لندن، ثم أصبح كاتباً في صحيفة "الشرق الأوسط".

## من مؤلفاته
- قراءات في المشهد الفلسطيني: عن عرفات وأوسلو وحق العودة. 2008. المؤسسة العربية للدراسات والنشر. بيروت.[5]
- ثقافة الاستسلام. 2005. دار رياض الريس للكتب والنشر. بيروت.
- الخداع الإسرائيلي رؤية فلسطينية لمفاوضات كامب ديفيد وتوابعها. 2003. المؤسسة العربية للدراسات والنشر. بيروت.

## وفاته
توفي بتاريخ 8 آب/أغسطس عام 2024، في باريس عن عمر ناهز الخامسة والثمانين.